# David Grann
David Grann (New York, 10 maart 1967) is een Amerikaanse journalist en bestsellerauteur.

## Biografie
David Grann werd in 1967 geboren in New York. Hij behaalde in 1989 een bachelordiploma in de richting Overheid aan Connecticut College. Nadien ontving hij een beurs van de Thomas J. Watson Fellowship om in het buitenland te studeren. Hij reisde naar Mexico, waar hij als freelancejournalist aan de slag ging. In 1993 behaalde hij een masterdiploma aan de Fletcher School of Law and Diplomacy.
In 2000 huwde Grann met tv-producente Kyra Darnton, dochter van journalist John Darnton.

### Journalist
Grann begon zijn journalistieke carrière in 1994 bij de krant The Hill, waar hij betrokken was bij de verslaggeving rond het Amerikaans Congres. Datzelfde jaar behaalde hij een masterdiploma in de richting creatief schrijven aan de Universiteit van Boston.
In 1996 ging hij als redacteur aan de slag bij het magazine The New Republic. In 2003 werd hij een vaste medewerker van The New Yorker. Voor zijn artikel "Trial by Fire", over een mogelijk onschuldige man die geëxecuteerd werd in Texas, werd hij in 2009 bekroond met een George Polk Award en Sigma Delta Chi Award.

### Auteur
Grann maakte zijn debuut als auteur met het non-fictieboek De verloren stad Z (Engelstalige titel: The Lost City of Z: A Tale of Deadly Obsession in the Amazon). Het boek, over de Britse ontdekkingsreiziger Percy Fawcett die in 1925 spoorloos verdween in het Amazoneregenwoud, werd in 2009 uitgebracht. In 2016 werd het door regisseur James Gray verfilmd onder de titel The Lost City of Z.
In 2010 werd The Devil and Sherlock Holmes uitgebracht. Het boek bevatte twaalf essays van Grann die eerder in The New Yorker, The New York Times Magazine en The New Republic gepubliceerd waren. 
In april 2017 werd Granns derde boek, De maand van de bloemendoder (Engels: Killers of the Flower Moon), uitgebracht. In het non-fictieboek staan de indianenmoorden in Osage County en de oprichting van de FBI centraal. Het boek werd in 2023 succesvol verfilmd door Martin Scorsese met in de hoofdrollen Robert De Niro en Leonardo DiCaprio. In maart 2017 schreef Grann met "The Marked Woman" ook al een artikel over de gebeurtenissen voor The New Yorker. 

### Boeken
- The Lost City of Z: A Tale of Deadly Obsession in the Amazon (2009) (Nederlands: De verloren stad Z)
- The Devil and Sherlock Holmes: Tales of Murder, Madness, and Obsession (2010)
- Killers of the Flower Moon: An American Crime and the Birth of the FBI (2017) (Nederlands: De maand van de bloemendoder)

### Artikels (selectie)
- "The Selling of the Scandal", The New Republic, 28 september 1998.
- "Giving 'The Devil' His Due" The Atlantic Monthly, juni 2001.
- "The Old Man and the Gun" The New Yorker, 27 januari 2003.
- "City of Water" The New Yorker, 1 september 2003.
- "True Crime" The New Yorker, 11 februari 2008.
- "The Marked Woman" The New Yorker, 1 maart 2017.